# بيتر سيتون هاي
بيتر سيتون هاي (بالإنجليزية: Peter Seton Hay)‏ هو مهندس مدني ومهندس نيوزيلندي، ولد في 12 يوليو 1852 في غلاسكو في المملكة المتحدة، وتوفي في 19 مارس 1907 في ويلينغتون في نيوزيلندا.